# Balsamia fragiformis
Balsamia fragiformis är en svampart som beskrevs av Tul. & C. Tul. 1851. Balsamia fragiformis ingår i släktet Balsamia och familjen Helvellaceae.   Inga underarter finns listade i Catalogue of Life.